# Lijst van voetbalinterlands Guinee-Bissau - Kameroen
Deze lijst van voetbalinterlands is een overzicht van alle officiële voetbalwedstrijden tussen de nationale teams van Guinee-Bissau en Kameroen. De landen hebben tot op heden vier keer tegen elkaar gespeeld. De eerste ontmoeting, een kwalificatiewedstrijd voor de Afrika Cup 2013, vond plaats op 29 februari 2012 in Bissau. Het laatste duel, een groepswedstrijd tijdens de Afrika Cup 2019, werd gespeeld in Ismaïlia (Egypte) op 25 juni 2019.

## Wedstrijden
| № | Plaats     | Datum            | Competitie                   | Wedstrijd                | Uitslag |
| - | ---------- | ---------------- | ---------------------------- | ------------------------ | ------- |
| 1 | Bissau     | 29 februari 2012 | Afrika Cup 2013 kwalificatie | Guinee-Bissau − Kameroen | 0 − 1   |
| 2 | Yaoundé    | 16 juni 2012     | Afrika Cup 2013 kwalificatie | Kameroen − Guinee-Bissau | 1 − 0   |
| 3 | Libreville | 18 januari 2017  | Afrika Cup 2017              | Kameroen − Guinee-Bissau | 2 − 1   |
| 4 | Ismaïlia   | 25 juni 2019     | Afrika Cup 2019              | Kameroen − Guinee-Bissau | 2 − 0   |

## Samenvatting
| Competitie              | Totaal gespeeld | Winst Guinee-Bissau | Gelijk | Winst Kameroen | Doelsaldo Guinee-Bissau – Kameroen |
| ----------------------- | --------------- | ------------------- | ------ | -------------- | ---------------------------------- |
| Afrika Cup              | 2               | 0                   | 0      | 2              | 1 − 4                              |
| Afrika Cup-kwalificatie | 2               | 0                   | 0      | 2              | 0 − 2                              |
| Totaal                  | 4               | 0                   | 0      | 4              | 1 − 6                              |

## Details

### Eerste ontmoeting
| Afrika Cup 2013 kwalificatie (Bissau, Guinee-Bissau, 29 februari 2012): |       |                              |
| Guinee-Bissau                                                           | 0 – 1 | Kameroen                     |
|                                                                         | goals | 87' Eric Maxim Choupo-Moting |

### Tweede ontmoeting
| Afrika Cup 2013 kwalificatie (Yaoundé, Kameroen, 16 juni 2012): |       |               |
| Kameroen                                                        | 1 – 0 | Guinee-Bissau |
| Benjamin Moukandjo 77'                                          | goals |               |

### Derde ontmoeting
| Afrika Cup 2017 (Libreville, Gabon, 18 januari 2017): |       |               |
| Kameroen                                              | 2 – 1 | Guinee-Bissau |
| Sébastien Siani 61' Michael Ngadeu-Ngadjui 78'        | goals | 13' Piqueti   |

FFGB · 
Guinee-Bissaus vrouwenelftal
Interlands
Tegenstander:
Algerije ·
Angola ·
Benin ·
Botswana ·
Burkina Faso ·
Centraal-Afrikaanse Republiek ·
Congo-Brazzaville ·
Djibouti ·
Egypte ·
Equatoriaal-Guinea ·
Ethiopië ·
Gabon ·
Gambia ·
Ghana ·
Guinee ·
Ivoorkust ·
Kaapverdië ·
Kameroen ·
Kenia ·
Liberia ·
Mali ·
Marokko ·
Mauritanië ·
Mozambique ·
Namibië ·
Nigeria ·
Oeganda ·
Sao Tomé en Principe ·
Senegal ·
Sierra Leone ·
Soedan ·
Swaziland ·
Togo ·
Zambia ·
Zuid-Afrika
FCF · A-internationals · Selecties · Bondscoaches · Statistieken · Kameroens vrouwenelftal · Kameroen U21 · Kameroen U20 · Kameroen U19 · Kameroen U18 · Kameroen U17
1960 – 1969 · 
1970 – 1979 · 
1980 – 1989 · 
1990 – 1999 · 
2000 – 2009 · 
2010 – 2019 ·
2020 − 2029
CC 2001 · 
CC 2003
WK 1982 · 
WK 1990 · 
WK 1994 · 
WK 1998 · 
WK 2002 · 
WK 2010 · 
WK 2014 ·
WK 2022
OS 1984 · 
OS 2000 · 
OS 2008
1961 · 
1960 · 
1961 · 
1962 · 
1963 · 
1964 · 
1965 · 
1966 · 
1967 · 
1968 · 
1969 · 
1970 · 
1971 · 
1972 · 
1973 · 
1974 · 
1975 · 
1976 · 
1977 · 
1978 · 
1979 · 
1980 · 
1981 · 
1982 · 
1983 · 
1984 · 
1985 · 
1986 · 
1987 · 
1988 · 
1989 · 
1990 · 
1991 · 
1992 · 
1993 · 
1994 · 
1995 · 
1996 · 
1997 · 
1998 · 
1999 · 
2000 · 
2001 · 
2002 · 
2003 · 
2004 · 
2005 · 
2006 · 
2007 · 
2008 · 
2009 · 
2010 · 
2011 · 
2012 · 
2013 ·
2014 ·
2015 ·
2016 ·
2017 ·
2018 ·
2019 ·
2020 ·
2021 ·
2022
Albanië ·
Algerije ·
Angola ·
Argentinië ·
Australië ·
Benin ·
Bolivia ·
Brazilië ·
Bulgarije ·
Burkina Faso ·
Burundi ·
Canada ·
Centraal-Afrikaanse Republiek ·
Chili ·
Colombia ·
Comoren ·
Congo-Brazzaville ·
Congo-Kinshasa ·
Costa Rica ·
Cuba ·
Denemarken ·
Duitsland ·
Egypte ·
Engeland ·
Equatoriaal-Guinea ·
Eritrea ·
Ethiopië ·
Finland ·
Frankrijk ·
Gabon ·
Gambia ·
Georgië ·
Ghana ·
Griekenland ·
Guinee ·
Guinee-Bissau ·
Ierland ·
India ·
Indonesië ·
Iran ·
Italië ·
Ivoorkust ·
Jamaica ·
Japan ·
Kaapverdië ·
Kenia ·
Koeweit ·
Kroatië ·
Lesotho ·
Liberia ·
Libië ·
Luxemburg ·
Madagaskar ·
Malawi ·
Mali ·
Marokko ·
Mauritanië ·
Mauritius ·
Mexico ·
Moldavië · 
Mozambique ·
Namibië ·
Nederland ·
Niger ·
Nigeria ·
Noord-Macedonië ·
Noorwegen ·
Oeganda ·
Oekraïne ·
Oezbekistan ·
Oostenrijk ·
Panama ·
Paraguay ·
Peru ·
Polen ·
Portugal ·
Roemenië ·
Rusland ·
Rwanda ·
Saoedi-Arabië ·
Sao Tomé en Principe ·
Senegal ·
Servië ·
Sierra Leone ·
Slowakije ·
Soedan ·
Somalië ·
Sovjet-Unie ·
Swaziland ·
Tanzania ·
Thailand · 
Togo ·
Tsjaad ·
Tunesië ·
Turkije ·
Verenigde Staten ·
Zambia ·
Zimbabwe ·
Zuid-Afrika ·
Zuid-Korea ·
Zuid-Soedan ·
Zweden ·
Zwitserland
Brazilië (2014) · 
Brazilië (2022) · 
Denemarken (2010) · 
Egypte (2017) ·
Frankrijk (2003) · 
Italië (1982) · 
Japan (2010) · 
Kroatië (2014) · 
Mexico (2014) ·
Nederland (2010) · 
Peru (1982) · 
Polen (1982) · 
Servië (2022)